# Stefania percristata
Stefania percristata (tên tiếng Anh: Rana Stefania De Jaua) là một loài ếch thuộc họ Hemiphractidae.
Loài này có ở Venezuela và có thể cả Brasil.
Môi trường sống tự nhiên của chúng là vùng núi ẩm nhiệt đới hoặc cận nhiệt đới và sông ngòi.